# Le Rang du lion
Pour plus de détails, voir Fiche technique et Distribution.
Le Rang du lion est un film québécois réalisé par Stéphan Beaudoin, qui est sorti en 2015.

## Synopsis
Un jeune homme, Alex, se rend à la campagne avec sa nouvelle copine, Jade, dans une ferme isolée où vit un groupe de jeunes, amis de cette dernière, et un ancien professeur de philosophie, Gabriel. D'abord attiré par l'esprit communautaire du groupe, Alex en vient à réaliser que celui-ci est sous l'emprise de Gabriel, qui dirige cette petite communauté comme le gourou d'une secte, prêchant la suppression de toute forme de tabou ou de préjugé.

## Fiche technique
Source : Cinémathèque québécoise
- Titre original : Le Rang du lion
- Réalisation : Stéphan Beaudoin
- Scénario : Sophie-Anne Beaudry
- Musique : Luc Sicard, Martin Roy
- Direction artistique : Stéphan Beaudoin, Sophie-Anne Beaudry
- Costumes : Karine Atalla, Lyse Bédard
- Photographie : Thomas Sicotte
- Son : Alexis LeMay, Martin Roy
- Montage : Mathieu Demers, François Larochelle
- Production : Alexis Mercier, Stéphan Beaudoin
- Société de production : Productions l'Art Sali, Productions Tomifobia
- Sociétés de distribution : FunFilm
- Pays de production :  Canada
- Langue originale : français
- Format : couleur
- Genre : Drame psychologique
- Durée : 78 minutes
- Dates de sortie :
  - Canada : 9 octobre 2015 (première canadienne au Festival du nouveau cinéma)[2]
  - Allemagne : 9 octobre 2015 (première internationale au Festival international du film de Mannheim-Heidelberg)[3]
  - États-Unis : 30 octobre 2015 (Festival du film d'Austin)[4]
  - Canada : 2 novembre 2015 (Festival du cinéma international en Abitibi-Témiscamingue)[5]
  - Canada : 19 novembre 2015 (Festival international du cinéma francophone en Acadie)[6]
  - Canada : 25 mars 2016 (sortie en salle au Québec)[7]
  - Canada : 5 juillet 2016 (VSD)[8]

## Distribution
Source : Cinémathèque québécoise
- Sébastien Delorme : Gabriel
- Frédéric Lemay : Alex
- Geneviève Bédard : Jade
- Étienne Pilon : Louis-Olivier
- Katrine Duhaime : Martine
- Marie-Chantal Nadeau : Chloé
- Félix-Antoine Boutin : Étienne
- Catherine-Audrey Lachapelle : Mariloup
- Émile Schneider : Zack

## Distinctions

### Récompense
- Festival du film d'Austin 2015 : mention d'honneur[9]